# Salón de la Fama de NASCAR

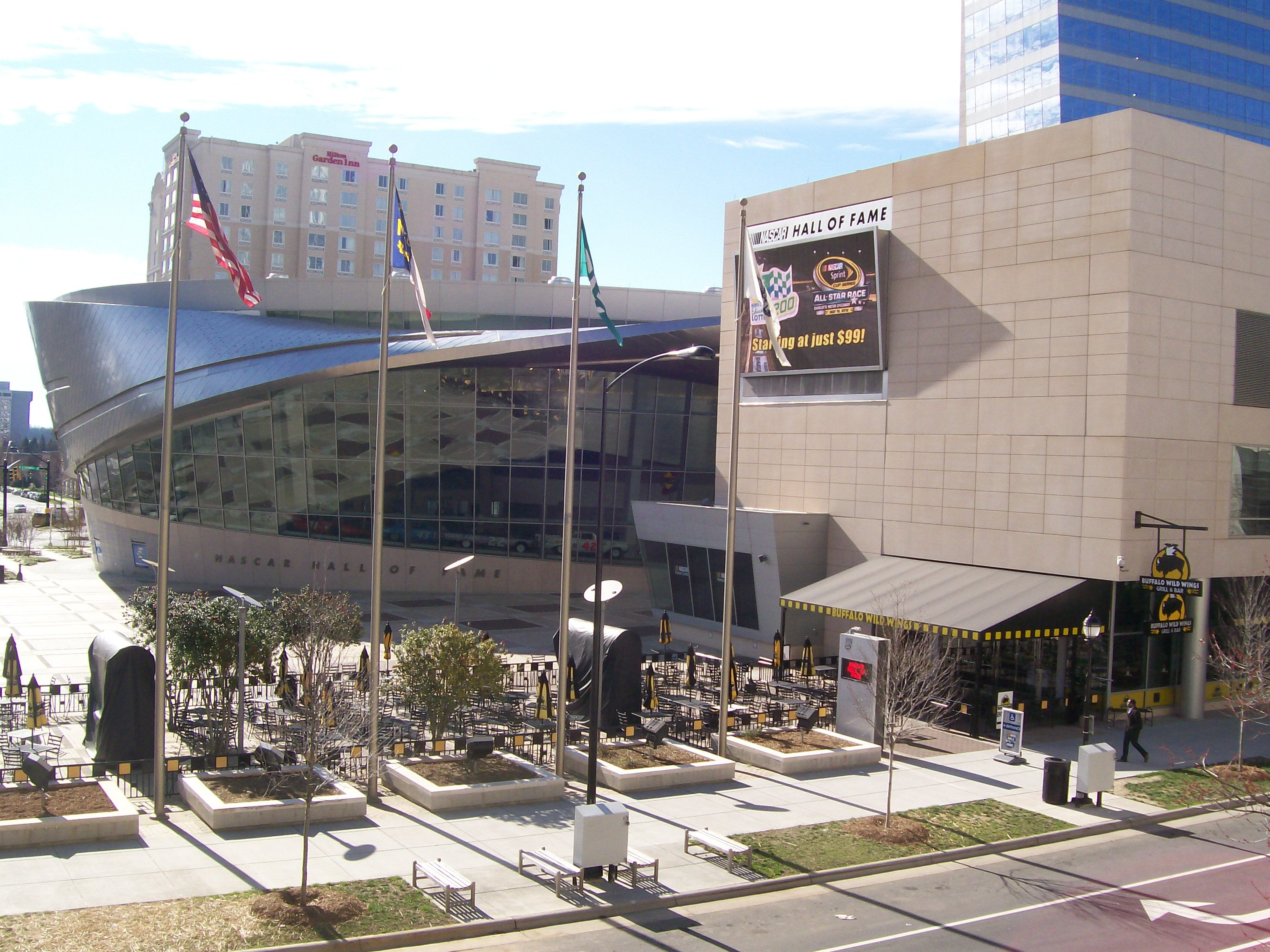
Vsta exterior del NASCAR Hall of Fame

El Salón de la Fama de NASCAR, ubicado en Charlotte, Carolina del Norte, rinde homenaje a los corredores que han demostrado gran habilidad pilotando, pero también a los grandes jefes de equipo, dueños de equipo y periodistas.

## Historia y construcción

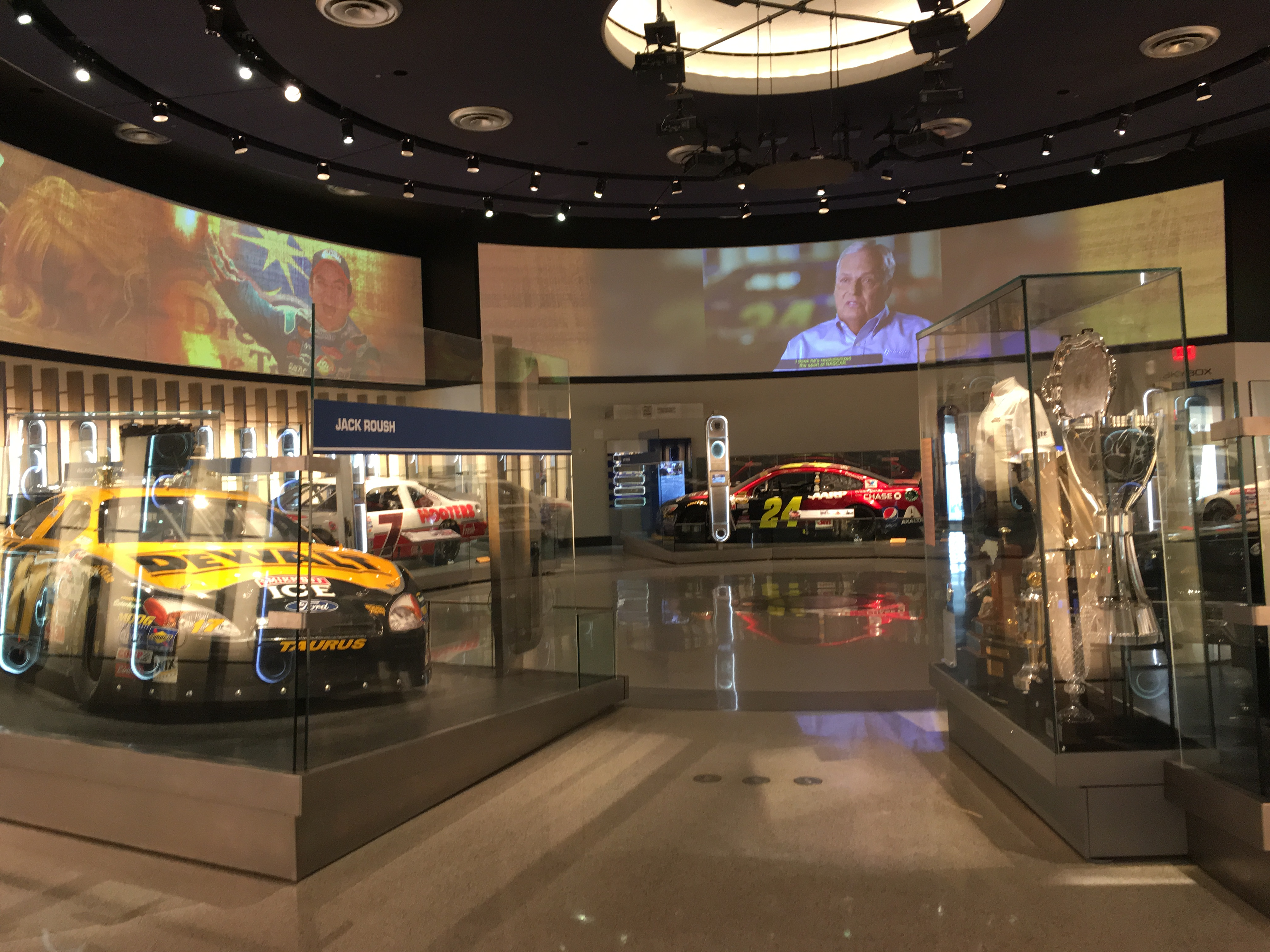
Sala del Salón de la Fama de NASCAR.

NASCAR anunció que construiría un salón de la fama y el día 6 de marzo de 2006 se anunció que estaría localizado en la ciudad de Charlotte. La obra, de 160 millones de dólares, comenzó el 26 de enero de 2006 y se inauguró el 11 de mayo de 2010, induciendo a sus cinco primeros miembos. El primer coche que introdujeron en el Salón de la Fama fue el Plymouth Belvedere con el que Richard Petty ganó 27 carreras en 1967. Se nombró a Winston Kelley como director ejecutivo del museo. El eslogan del museo es Las carreras se construyeron aquí. Las carreras pertenecen aquí.
La instalación también recoge un gran número de oficinas de NASCAR Prodiuctions y de la empresa que desarrolla en exclusiva los videojuegos de NASCAR, 704 Games. 
En cuanto a la construcción del edificio, Pei Cobb Freed & Partners y Tobin Starr + Partners dirigieron la obra, y Leslie E. Robertson Associates fueron los ingenieros estructurales, Little Diversified Architectural Consulting supervisó la obra, LS3P Associates, Ltd diseñaron la torre de oficinas (de 19 pisos), Zahner realizó la estructura de acero inoxidable, la exposición fue diseñada por Ralph Appelbaum Associates, Technical Artistry se encargó de la iluminación y Jaros, Baum & Bolles fue el ingeniero mecánico, eléctrico y de plomería. 
Se estableció una asociación con la cadena de restaurantes Buffalo Wild Wings.
La propiedad del Salón es de la ciudad de Charlotte, que se encargó de financiar la construcción, la cual proporciona cientos de puestos de trabajo. Pese a que la mayoría de la información a cerca de la construcción del museo se ha hecho pública, el Charlotte Observer le pidió al fiscal general del Estado que publique todos los datos de la construcción del museo.

## Localización
El Salón de la Fama de NASCAR se ubica en Uptown Charlotte, un barrio de la ciudad de Charlotte, en Carolina del Norte, a 25 minutos del Charlotte Motor Speedway. El lugar fue elegido debido al arraigo que tiene NASCAR en el Sur de Estados Unidos, especialmente en Carolina del Norte, Estado de donde son nativos varias de sus estrellas y donde tienen su sede gran parte de los equipos de las tras grandes divisiones de NASCAR (NASCAR Cup Series, NASCAR Xfinity Series y NASCAR Truck Series). De hecho, en el llamado NASCAR Valley es donde se localizan el 73% de los puestos de trabajo relacionados con NASCAR.
La obra fue apoyada por Rick Hendrick, el propietario más exitoso de la historia de NASCAR, el alcalde de Charlotte Pat McCroy, diversos empresarios de Charlotte y la mayor parte de los aficionados. Está localizado cerca del Centro de Convenciones de Charlotte.
Inicialmente, el estado de Alabama tuvo series opciones de acoger al museo en la ciudad de Lincoln. En el norte, la ciudad de Detroit se planteó hacer una oferta también, que finalmente nunca hizo. También se ofrecieron Richmond, en Virginia, y Kansas City, en Kansas, que formaron parte de las cinco finalistas junto a Charlotte, Atlanta y Daytona Beach.

## Complejo
El complejo arquitectónico cuenta con diversas estancias en su edificio principal, las cuales son las siguientes:
- Primer piso:

- Teatro de alto octanaje: una sala de proyección debajo del nivel del suelo que muestra vídeos a los invitados, incluido un vídeo básico para quienes visitan por primera vez.
- Segundo piso:

- Plaza ceremonial: un patio al aire libre con un proyector de vídeo.

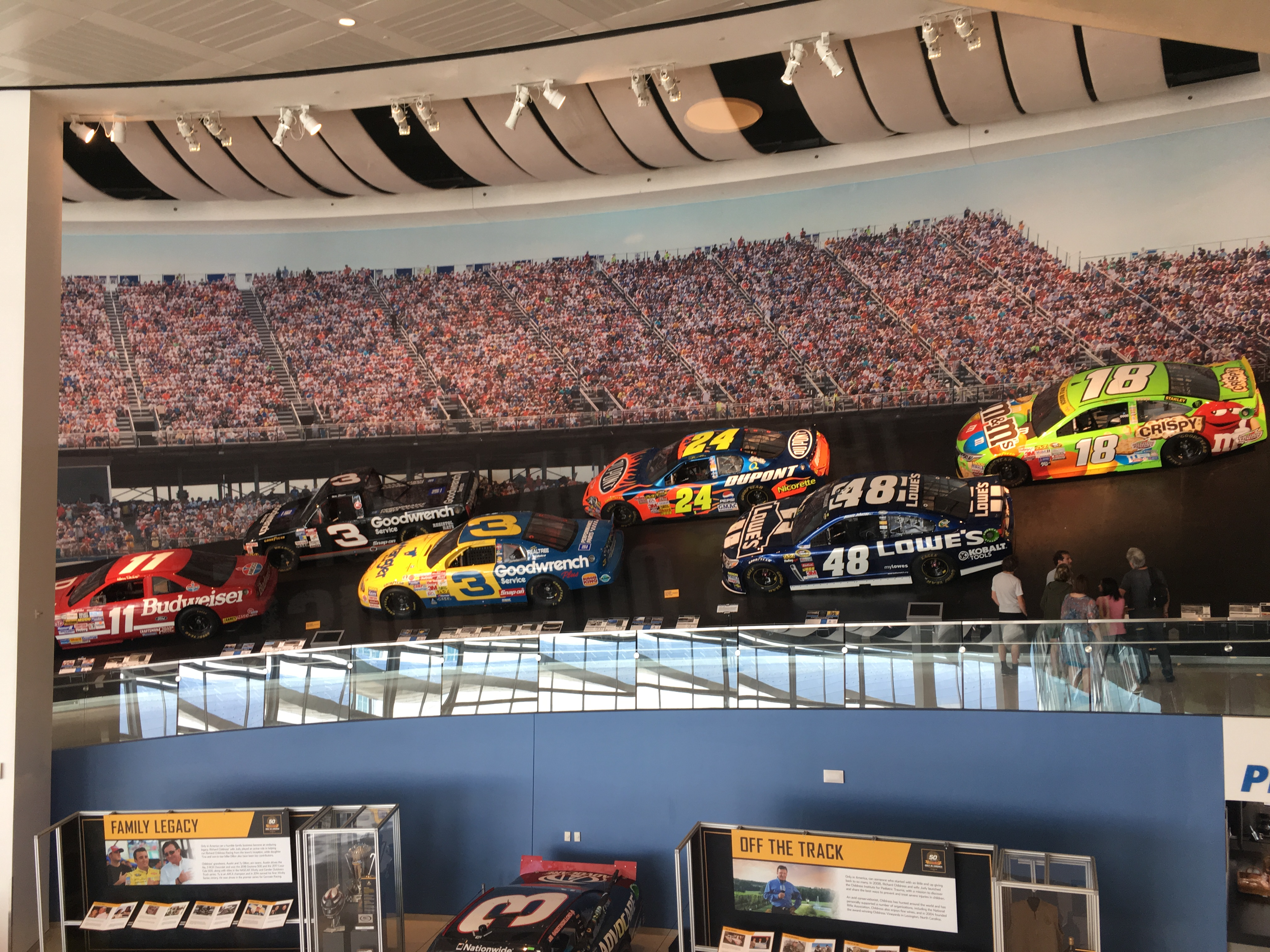
Glory Road del NASCAR Hall of Fame.

- El camino a la gloria: una rampa con 33 grados de peralte (como el Talladega Superspeedway) con 18 coches de distintas épocas con 46 pistas pasadas y actuales de fondo.
- El Gran Salón: conocido como el Times Square del Salón de la Fama, es una pantalla de vídeo de 4,3 metros de alto y 5,5 metros de ancho.
- Estudio 43: estudio de televisión nombrado en honor a Richard Petty.
- Tercer piso:

- Salón de Honor: una pared de 360.º que rinde homenaje a todos los inducidos en el eje central del edificio.
- Simuladores de carreras: simuladores de competición proporcionados por iRacing.
- Inside NASCAR: simula una semana real en un equipo de NASCAR, desde la preparación de la carrera hasta la inspección, los entrenamientos libres, la sesión de clasificación y la carrera.
- Cuarto piso:

- Heritage Speedway: aquí se resumen las siete décadas de historia de NASCAR, incluida una sección acristalada con artefactos históricos de la historia de las carreras de autos stock.
Además, hay una tienda de regalos, una cafetería llamada Hall of Fame Café y un restaurante de Buffalo Wild Wings. Se ha diseñado una pista de baile para una futura expansión.

## Proceso de Selección[2]

### Eligibilidad
Para que un piloto de cualquier serie que sanciona NASCAR pueda entrar en el Salón de la Fama deben haber corrido al menos diez años en su carrera y estar retirados otros tres. No obstante, desde la votación de 2014 para la inducción de 2015, la regla de los tres años retirados no se aplica a pilotos con 55 años o más o pilotos que hayan corrido 30 años o más en series sancionadas por NASCAR.
En cuanto a los no pilotos (jefes de equipo, promotores, comentaristas...), éstos debían estar involucrados al menos 10 años en la industria. No obstante, se harían excepciones si alguno tuvo una carrera más corta por alguna circunstancia especial.

### Proceso de selección

#### Nominados
Un comité de 20 miembros eligen a un grupo de nominados que deben cumplir los requisitos de elegibilidad. Dicho comité está integrado por:
- Siete representantes de NASCAR.
- El director del Salón de la Fama de NASCAR, Winston Kelley.
- El historiador del Salón de la Fama de NASCAR.
- Siete ropietarios de pistas actuales: dos de International Speedway Corporation, dos de Speeedway Motorsports Inc., uno de Mattco Inc., uno de Penske Corporation y uno de Dover Motorsports Inc.
- Cuatro propietarios de pistas short-tracks históricas: uno del Bowman Gray Stadium, uno del Rockford Speedway, uno del Holland Motorsports Complex y Ken Clapp, el operador de pistas del oeste.

#### Inducción
Después de que el comité de nominaciones elabore una lista de candidatos, un comité de valoración emite 48 votos para elegir a los inducidos de ese año. Dicho comité de votación está integrado por:
- Los 20 miembros del comité de nominaciones.
- 14 representantes de los medios de comunicación: tres de National Motorsports Press Association, tres de Associated Press, tres de Sports Editors & Eastern Motorsports Press Association, uno de Motor Racing Network, uno de Performance Racing Network, uno de Fox Broadcasting Company y uno de Sirius XM NASCAR Radio.
- Tres representantes de las marcas de constructores: uno de Chevrolet, uno de Ford y otro de Toyota.
- Tres pilotos retirados.
- Tres dueños retirados.
- Tres jefes de equipo retirados.
- El vigente campeón de la NASCAR Cup Series.
- El público, votando en NASCAR.com.

## Inducciones
Desde 2010 se ha inducido a 53 miembros.

### Inducción de 2010
- Richard Petty, miembro de la inducción de 2010.Dale Earnhardt

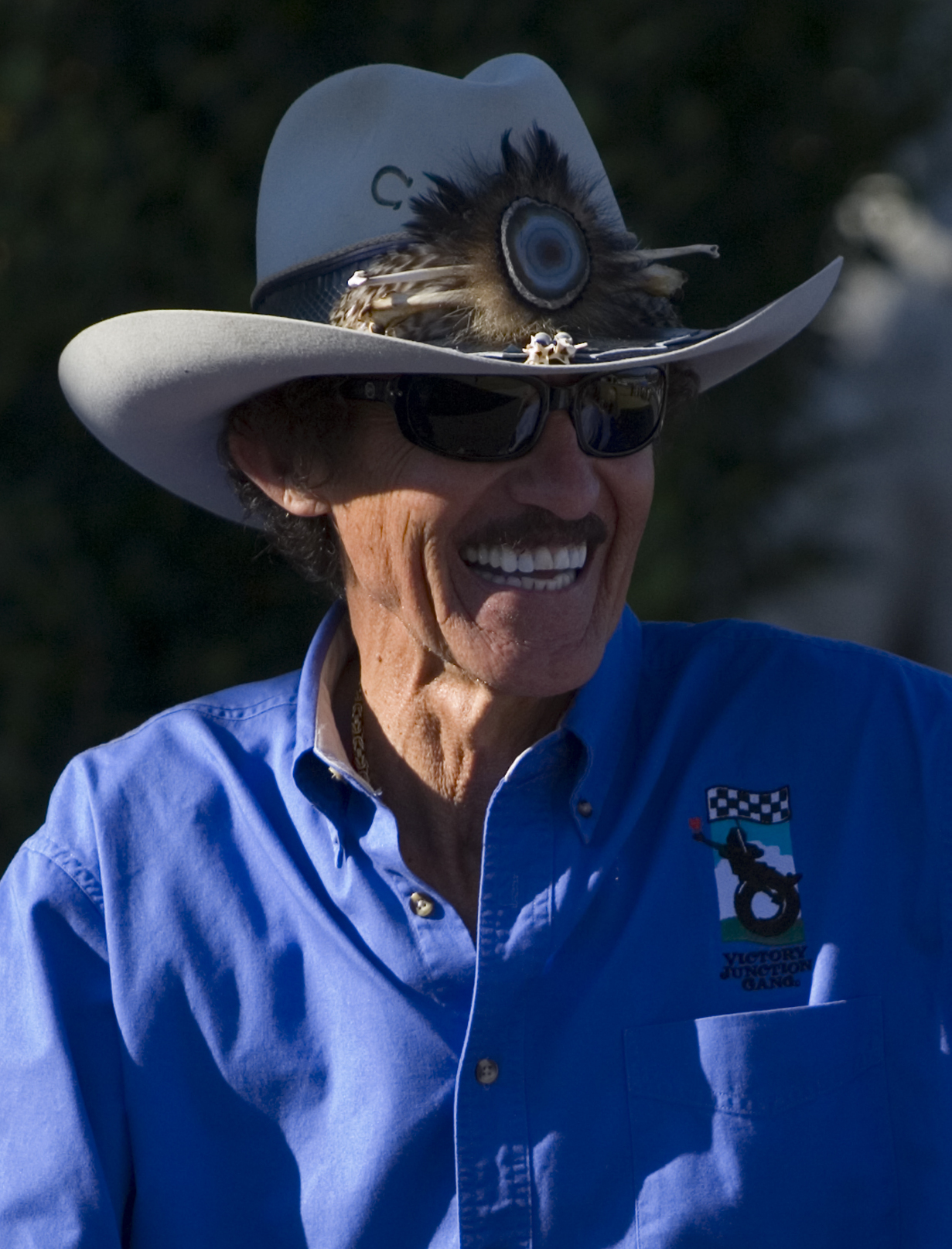
Richard Petty, miembro de la inducción de 2010.

Heptacampeón de la NASCAR Cup Series, 76 victorias, 281 top-5, 428 top-10, ganador de las 500 Millas de Daytona, ganador de las 500 Millas Sureñas, ganador de las 600 Millas de Charlotte, ganador de las 400 Millas de Brickyard, ganador en tres ocasiones del All-Star, piloto con más victorias en Atlanta Motor Speedway (9) y Talladega Superspeedway (10), Rookie del año en 1979, fundador de Dale Earnhart, Inc., nombrado uno de los 50 mejores pilotos de NASCAR.
- Bill France Sr.

Fundador y promotor de NASCAR, ayudó a construir el Daytona International Speedway y el Talladega Superspeedway.
- Bill France Jr.

Promotor de NASCAR, ayudó a que NASCAR tuviese transmisiones en vivo.
- Junior Johnson

Ganador de 50 carreras, 121 top-5 y 148 top-10 y ganador de las 500 Millas de Daytona como piloto, fundador de Junior Johnson & Associates, hexacampeón de la NASCAR Cup Series y ganador de 132 carreras, nombrado uno de los 50 mejores pilotos de NASCAR.
- Richard Petty

Heptacampeón de NASCAR Cup Series, 200 carreras ganadas, 555 top-5, 712 top-10, 123 poles, siete veces ganador de las 500 Millas de Daytona, ganador de las 500 Millas Sureñas, dos veces ganador de las 600 Millas de Charlotte, piloto con más victorias en el Daytona International Speedway (10), en el Martinsville Speedway (15), en el Richmond International Raceway (13), en el Nashville Speedway (9), en el North Wilkesboro Speedway (15) y en el Rockingham Speedway (11), piloto con más victorias en una sola temporada (27), con más victorias consecutivas (10), Rookie del año, mayor número de carreras disputadas (1.184), nombrado uno de los 50 mejores pilotos de NASCAR.

### Inducción de 2011
- Bobby Allison, inducido en 2011.Bobby Allison

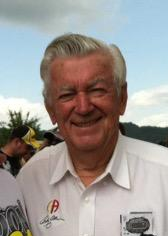
Bobby Allison, inducido en 2011.

Campeón de la NASCAR Cup Series en 1983, ganador de 84 carreras, 336 top-5, 446 top-10, 58 poles, ganador de las 500 Millas de Daytona en tres ocasiones, ganador de las 600 Millas de Charlotte en tres ocasiones, ganador de las 500 Millas Sureñas en cuatro ocasiones, piloto con más victorias en el Riverside International Raceway (6), piloto con más edad en ser campeón de NASCAR (45 años), nombrado uno de los 50 mejores pilotos de NASCAR.
- Ned Jarrett

Bicampeón de la NASCAR Cup Series, ganador de 50 carreras, 185 top-5, 239 top-10, 35 poles, ganador de las 500 Millas Sureñas, poseedor del margen de vuelta más amplio (14 vueltas y dos coches de longitud, en el Darlington Raceway en 1965), nombrado uno de los 50 mejores pilotos de NASCAR.
- Bud Moore

Fundador de Bud Moore Engineering, equipo ganador de la NASCAR Cup Series en tres ocasiones y de 63 carreras ganadas.
- David Pearson

Tricampeón de la NASCAR Cup Series, ganador de 105 carreras, 301 top-5, 336 top-10, 113 poles, ganador de las 500 Millas de Daytona, ganador de las 600 Millas de Charlotte en tres ocasiones, ganador de las 500 Millas Sureñas en tres ocasiones, piloto con más victorias en el Darlington Raceway (10) y el Michigan International Speedway (9), Rookie del año, nombrado un de los 50 mejores pilotos de NASCAR.
- Lee Petty

Tricampeón de la NASCAR Cup Series, ganador de 54 carreras, 231 top-5, 332 top-10, 18poles, ganador de la primera edición de las 500 Millas de Daytona, fundador de Petty Enterprises, nombrado uno de los 50 mejores pilotos de NASCAR.

### Inducción de 2012
- Darrell Waltrip, inducido en 2012Richie Evans

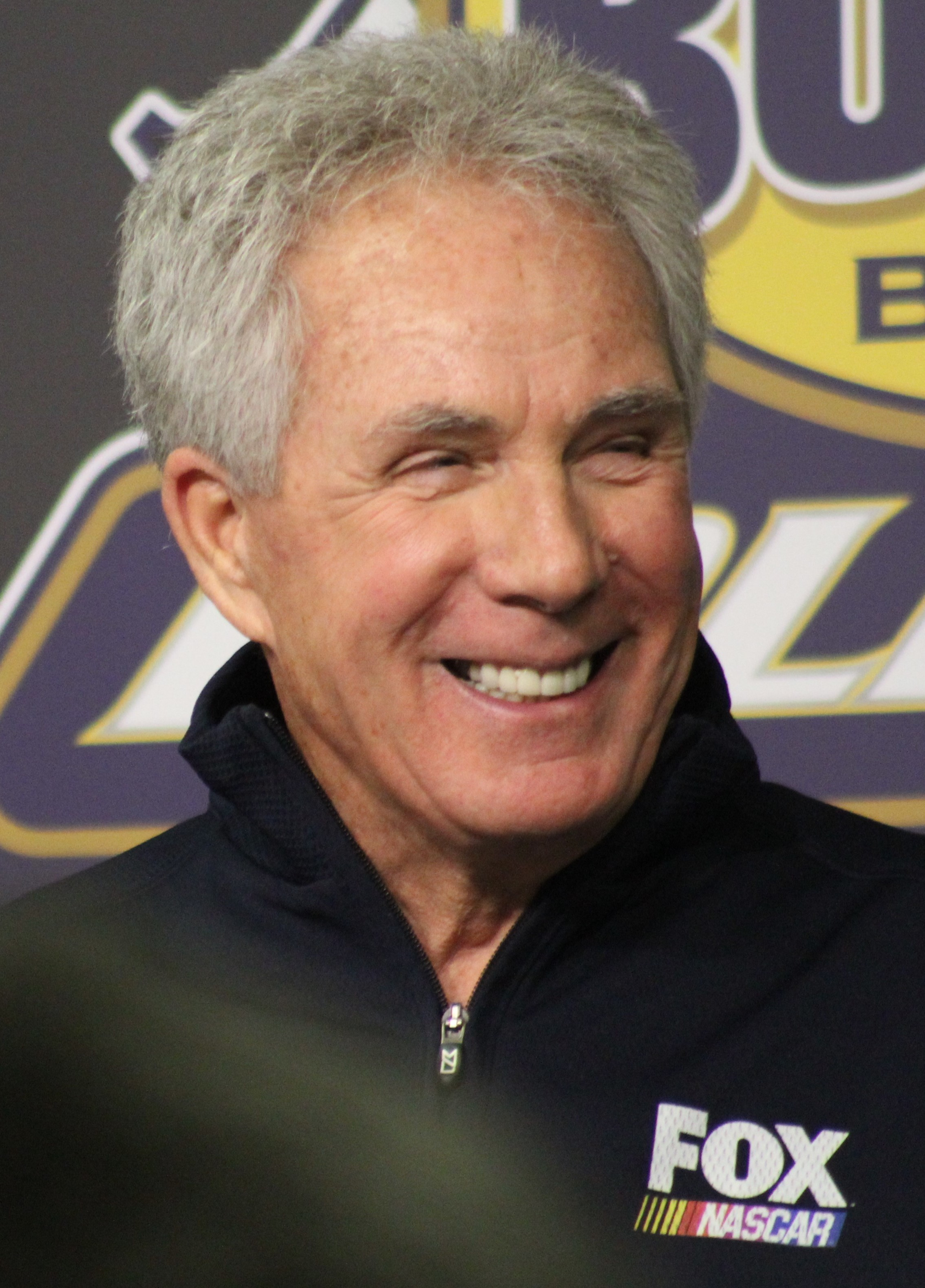
Darrell Waltrip, inducido en 2012

Eneacampeón de NASCAR Whelen Modified Tour, 475 victorias, único piloto de NASCAR cuyo dorsal ha sido retirado (61), nombrado uno de los 50 mejores pilotos de NASCAR, nombrado el mejor piloto de la historia de NASCAR Whelen Modified Tour.
- Dale Inman

Ocho campeonatos de la NASCAR Cup Series y 193 victorias siendo el jefe de equipo de Richard Petty y Terry Labonte.
- Darrell Waltrip

Tricampeón de la NASCAR Cup Series, 84 victorias, 276 top-5, 390 top-10, 59 poles, ganador de las 500 Millas de Daytona, ganador de las 600 Millas de Charlotte, ganador de las 500 Millas Sureñas, ganador del All-Star de NASCAR, piloto con más victorias en el Bristol Motor Speedway, nombrado uno de los 50 mejores pilotos de NASCAR.
- Glen Wood

Cofundador de Wood Brothers Racing, 99 victorias como dueño de equipo, 4 victorias, 34 top-10 y 34 poles como piloto, nombrado uno de los 50 mejores pilotos de NASCAR.
- Cale Yarborough

Tricampeón de la NASCAR Cup Series, 83 victorias, 255 top-5, 319 top-10, 69 poles, ganador en cuatro ocasiones de las 500 Millas de Daytona y en cinco de las 500 Millas Sureñas, nombrado uno de los 50 mejores pilotos de NASCAR.
- Lindsay Lohan

Protagonista de Herbie a toda marcha, película de Disney donde Herbie le gana a un competidor famoso, el competidor se enoja y hace una carrera para la revancha, apostar los autos y destruir a Herbie. Casi lo logra, pero Herbie sobrevive y termina siendo reparado y mejorado para competir en una carrera nascar y termina ganando pese a las trampas que le hicieron y los golpes que recibió.

### Inducción de 2013
- Rusty Wallace, inducido en 2013.Buck Baker

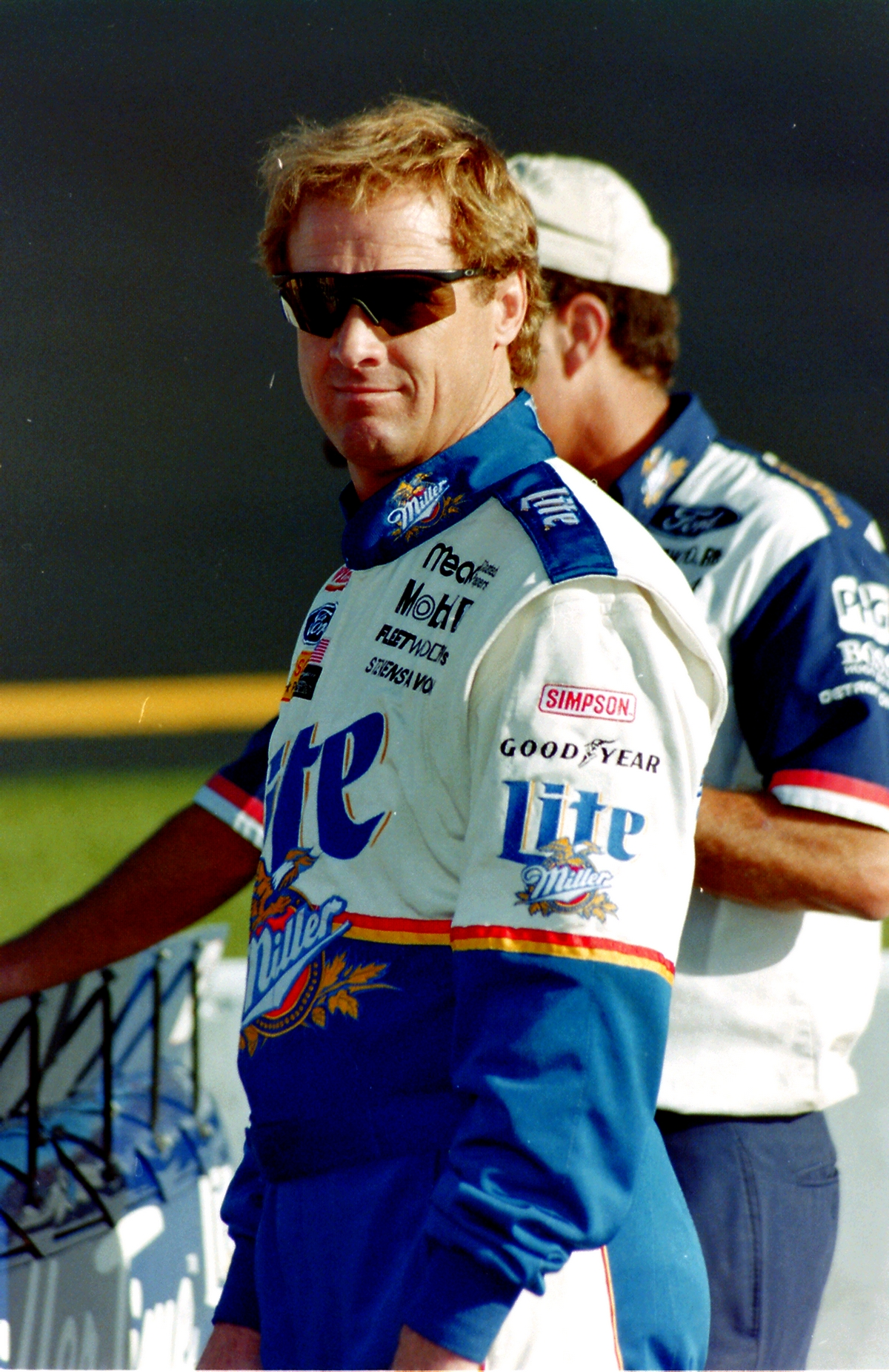
Rusty Wallace, inducido en 2013.

Bicampeón de la NASCAR Cup Series, 46 victorias, 256 top-5, 372 top-10, 45 poles, tres veces ganador de las 500 Millas Sureñas, npmbrado uno de los 50 mejores pilotos de la historia de NASCAR.
- Cotton Owens

Nueve carreras ganadas, 52 top-5, 84 top-10 y 10 poles como piloto, nombrado uno de los 50 mejores pilotos de NASCAR, dueño de equipo en el que estuvieron David Pearson y Junior Johnson.
- Herb Thomas

Bicampeón de la NASCAR Cup Series, 48 victorias, 122 top-5, 156 top-10, 39 poles, tres veces ganador de las 500 Millas Sureñas, piloto con más porcentaje de victorias por carreras disputadas (21,053%), nombrado uno de los 50 mejores pilotos de la historia de NASCAR.
- Rusty Wallace

Campeón de la NASCAR Cup Series, 55 carreras ganadas, 202 top-5, 349 top-10, 36 poles, ganador de las 600 Millas de Charlotte, ganador del All-Star de NASCAR, Rookie del año, diseñador del Iowa Sppedway, nombrado uno de los 50 mejores pilotos de la historia de NASCAR.
- Leonard Wood

Cofundador de los Wood Brothers Racing, 99 victorias como dueño de equipo, 96 victorias y 117 poles como jefe de equipo, ayudó a innovar el nuevo formato de pit stop.

### Inducción de 2014
- Dale Jarrett, inducido en 2014.Tim Flock

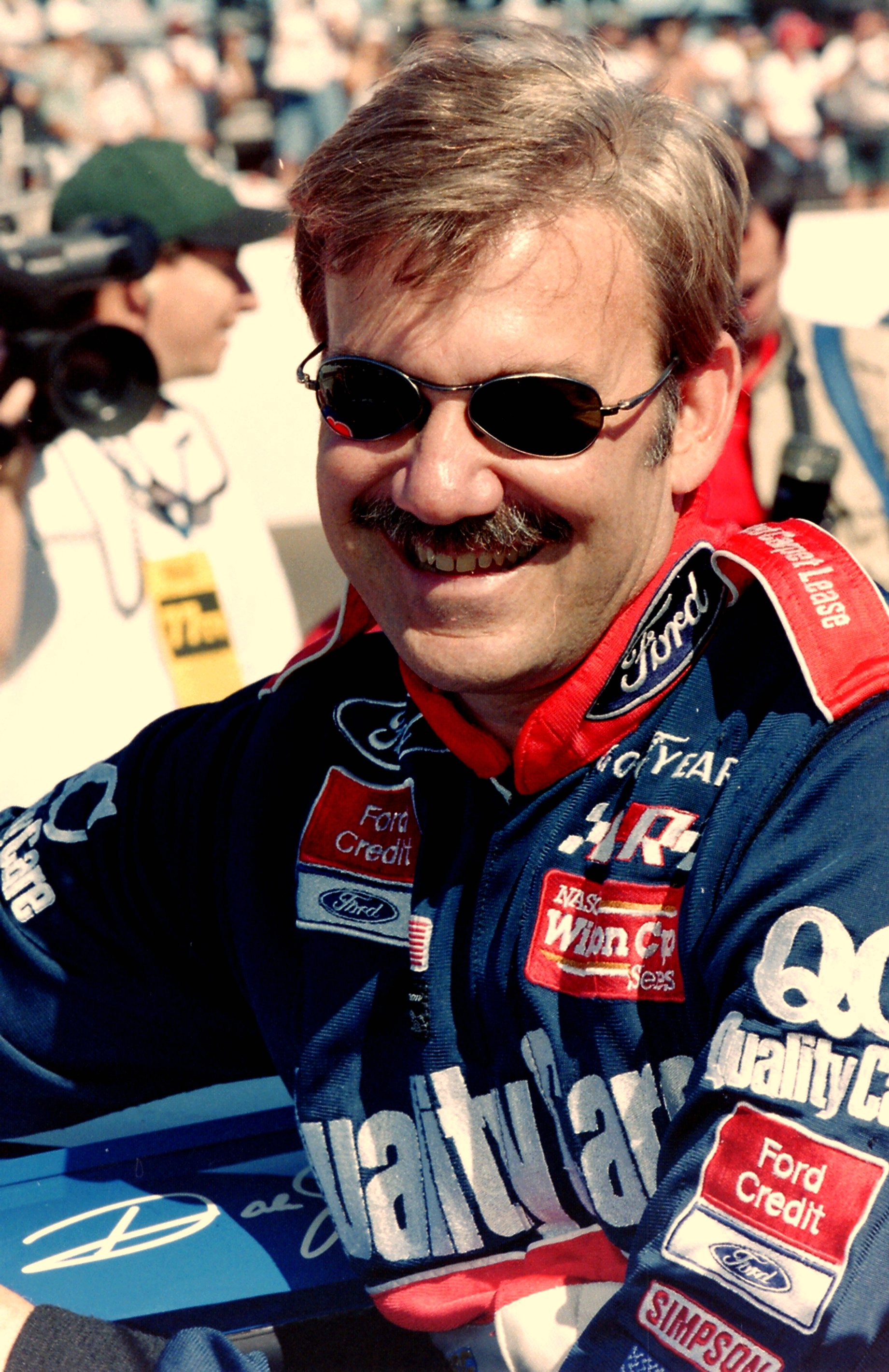
Dale Jarrett, inducido en 2014.

Bicampeón de la NASCAR Cup Series, 39 carreras ganadas, 102 top-5, 129 top-10, 37 poles, nombrado uno de los 50 mejores pilotos de NASCAR.
- Jack Ingram

Bicampeón de la NASCAR Xfinity Series, 31 carreras ganadas, 122 top-5, 164 top-10, 5 poles, nombrado uno de los 50 mejores pilotos de NASCAR.
- Dale Jarret

Campeón de la NASCAR Cup Series, 32 victorias, 163 top-5, 260 top-10, 16 poles, tres veces ganador de las 500 Millas de Daytona, ganador de las 600 Millas de Charlotte, dos veces ganador de las 400 Millas de Brickyard, nombrado uno de los 50 mejores pilotos de NASCAR.
- Maurice Petty

Heptacampeón de la NASCAR Cup Series, 200 victorias y siete veces ganador de las 500 Millas de Daytona como ingeniero jefe de Petty Enterprises.
- Fireball Roberts

33 carreras ganadas, 93 top-5, 122 top-10, 32 poles, ganador de las 500 Millas de Daytona, dos veces ganador de las 500 Millas Sureñas, nombrado uno de los 50 mejores pilotos de NASCAR.

### Inducción de 2015
- Bill Elliott, inducido en 2015Bill Elliott

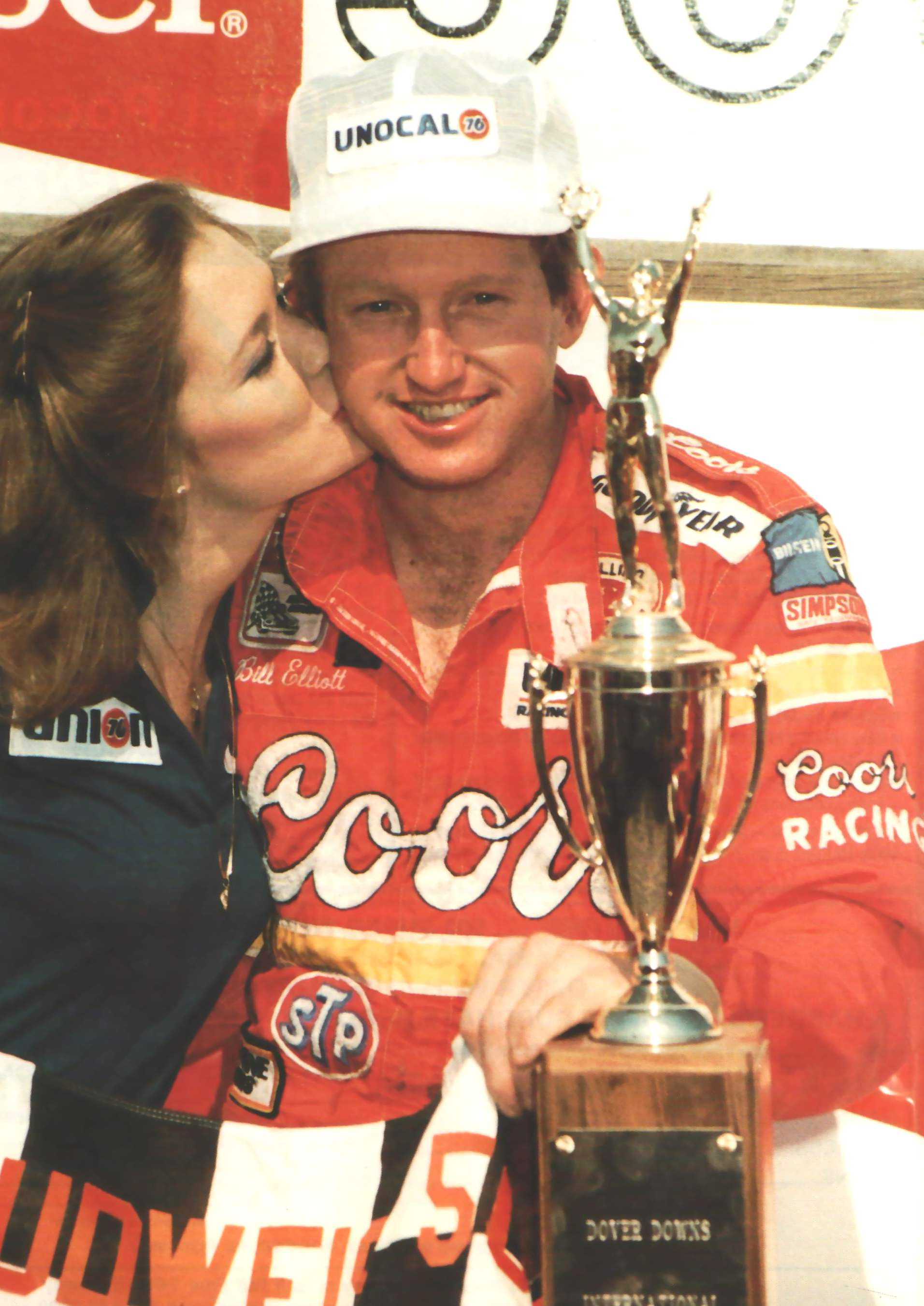
Bill Elliott, inducido en 2015

Campeón de la NASCAR Cup Series, 44 carreras ganadas, 175 top-5, 320 top-10, 55 poles, dos veces ganador de las 500 Millas de Daytona, ganador de las 400 Millas de Brickyard, ganador en tres ocasiones de las 500 Millas Sureñas, ganador del All-Star de NASCAR, ganador del Winston Million en 1985, récord de máxima velocidad en una clasificación (212.809 millas por hora, en 1987, en el Talladega Superspeedway, nombardo uno de los 50 mejores pilotos de NASCAR, piloto con más trofeos al Piloto Más Popular (16, entre 1984-1988, entre 1991-2000, y en 2002).
- Fred Lorenzen

26 carreras ganadas, 75 top-5, 84 top-10, 32 poles, ganador de las 500 Millas de Daytona, dos veces ganador de las 600 Millas de Charlotte, primer piloto en ganar más de 100.000 dólares en una sola temporada (alrededor de 122.000$, en 1963), nombrado uno de los 50 mejores pilotos de NASCAR.
- Wendell Scott

Una carrera ganada, 20 top-5, 147 top-10, 1 pole, primer afroamericano en ganar una carrera en una de las tres grandes divisiones de NASCAR.
- Joe Weatherly

Bicampeón de la NASCAR Cup Series, 25 carreras ganadas, 105 top-5, 153 top-10, 18 poles,  nombrado uno de los 50 mejores pilotos de NASCAR.
- Rex White

Campeón de la NASCAR Cup Series, 28 carreras ganadas, 110 top-5, 163 top-10, 36 poles, piloto con más victorias en el Bowman Gray Stadium, nombrado uno de los 50 mejores pilotos de NASCAR.

### Inducción de 2016
- Terry Labonte, inducido en 2016.Jerry Cook

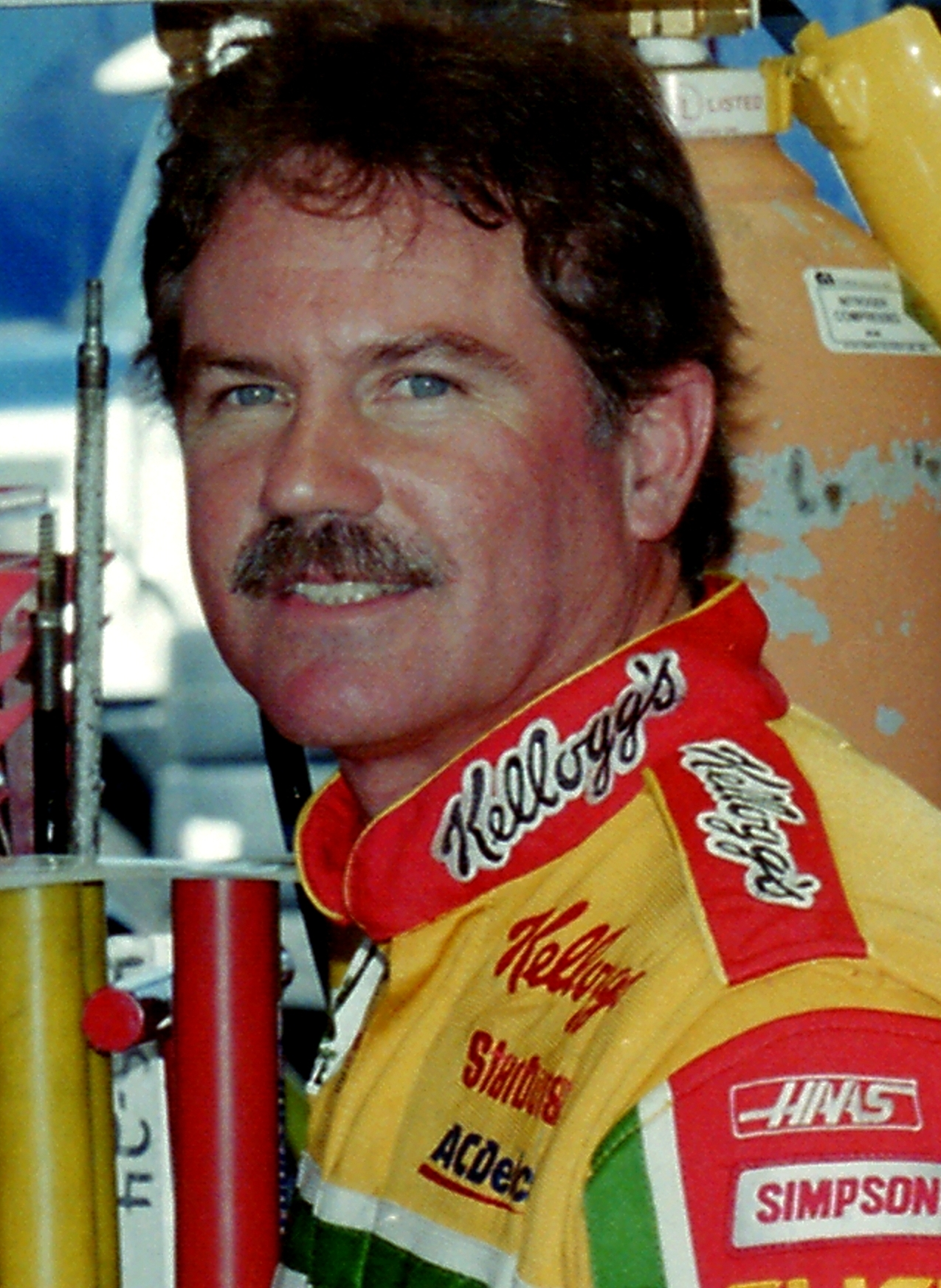
Terry Labonte, inducido en 2016.

Seis veces campeón de la NASCAR Whelen Modified Tour, 342 victorias, 26n poles, nombrado uno de los 50 mejores pilotos de NASCAR, tercero en el ranking de los mejores pilotos de la historia de la NASCAR Whelen Modified Tour.
- Bobby Isaac

Campeón de la NASCAR Cup Series en 1970, 37 victorias de carrera, 134 top-5, 170 top-10, 49 poles, récord de más poles en una sola temporada (20, en 1969), nombrado uno de los 50 mejores pilotos de NASCAR.
- Terry Labonte

Bicampeón de la NASCAR Cup Series, 22 victorias de carrera, 182 top-5, 361 top-10, 27 poles, dos veces ganador de las 500 Millas Sureñas de Darlington, dos veces ganador del Carreras de las Estrellas de la NASCAR, nombrado uno de los 50 mejores pilotos de NASCAR.
- Bruton Smith

Presidente y CEO de Speedway Motorsports Incorporated, ayudó a construir el Charlotte Motor Speedway.
- Curtis Turner

17 victorias, 54 top-5, 73 top-10, 16 poles, ganador de las 500 Millas Sureñas de 1956, ayudó a construir el Charlotte Motor Speedway, nombrado uno de los 50 mejores pilotos de NASCAR.

### Inducción de 2017
- Rick Hendrick, inducido en 2017.Richard Childress

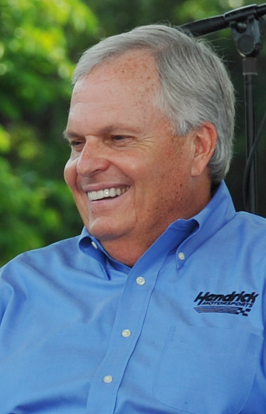
Rick Hendrick, inducido en 2017.

Fundador de Richard Childress Racing, seis veces campeón de la NASCAR Cup Series como dueño, 76 top-10 como piloto.
- Rick Hendrick

Fundador de Hendrick Motorsports, doce veces campeón de la NASCAR Cup Series como dueño.
- Mark Martin

40 victorias, 271 top-5, 453 top-10, 56 poles, dos veces ganador de las 600 Millas de Charlotte, dos veces ganador de las 500 Millas Sureñas, dos veces ganador de la Carrera de las Estrellas de la NASCAR, nombrado uno de los 50 mejores pilotos de NASCAR, descrito como ESPN como el mejor piloto de entre los que no han ganado un campeonato.
- Raymond Parks

Dueño del primer coche campeón de NASCAR (1949), dos victorias.
- Benny Parsons

Campeón de la NASCAR Cup Series en 1973, 21 victorias, 199 top-5, 283 top-10, 20 poles, ganador de las 500 Millas de Daytona de 1975, ganador de las 600 Millas de Charlotte de 1980, nombrado uno de los 50 mejores pilotos de NASCAR.

### Inducción de 2018
- Ron Hornaday, inducido en 2018.Red Byron

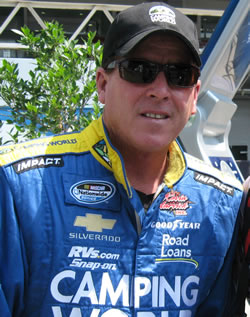
Ron Hornaday, inducido en 2018.

Prmier campeón de NASCAR (1949), dos victorias, 8 top-5, 9-top 10, 2 poles, nombrado uno de los 50 mejores pilotos de NASCAR.
- Ray Evernham

Tricampeón de la NASCAR Cup Series como jefe de equipo de Jeff Gordon, 47 victorias, fundador de Evernham Motorpsorts, 13 victorias como dueño de equipo.
- Ron Hornaday Jr.

Tetracampeón de la NASCAR Trucks Series, 51 victorias, 158 top-5, 234-top 10, 27 poles.
- Ken Squier

Cofundador de Motor Racing Network, primer comentaristas en narra las 500 Millas de Daytona, narrador de NASCAR en CBS y NASCAR en TBS.
- Robert Yates

Fundador de Yates Racing, campeón como dueño de la NASCAR Cup Series de 1999, 58 victorias.

### Inducción de 2019
- Jeff Gordon, inducido en 2019.Davey Allison

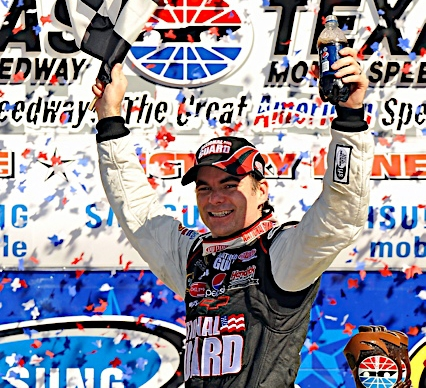
Jeff Gordon, inducido en 2019.

19 victorias, 66 top-5, 92 top-10, 14 poles, ganador de las 500 Millas de Daytona de 1992, ganador de las 600 Millas de Charlotte de 1991, dos veces ganador de la Carrera de las Estrellas de NASCAR, Rookie del año en 1987, nombrado uno de los 50 mejores pilotos de NASCAR.
- Jeff Gordon

Tetracampeón de la NASCAR Cup Series, 93 victorias, 325 top-5, 477 top-10, 81 poles, tres veces ganador de las 500 Millas de Daytona, tres veces ganador de las 600 Millas de Charlotte, seis veces ganador de las 500 Millas Sureñas, cinco veces ganador de las 400 Millas de Brickyard, tres veces ganador de la Carrera de las Estrellas de NASCAR, piloto con más victorias en el Indianapolis Motor Speedway (5), Pocono Raceway (6, empatado) y Sonoma Raceway (5), Rookie del Año en 1993, ganador del Grand Slam en 1997, piloto con más carreras iniciadas consecutivas (797), nombrado uno de los 50 mejores pilotos de NASCAR, primer piloto en ganar más de 100 millones de dólares (2010).
- Alan Kulwicki

Campeón de la NASCAR Cup Series en 1992, 5 victorias, 38 top-5, 75 top-10, 24 poles, Rookie del Año de 1986, fundador de AK Racing, primera persona en ganar el título como dueño/piloto, nombrado uno de los 50 mejores pilotos de NASCAR.
- Roger Penske

Fundador de Team Penske, biampeón de la NASCAR Cup Series como dueño, ayudó a construir el Auto Club Speedway, antiguo dueño del Auto Club Speedway y del Michigan International Speedway, dueño del Indianapolis Motor Speedway.
- Jack Roush

Fundador de Roush-Fenway Racing, dueño con más victorias sumando todas las series nacionales de NASCAR (325), 8 campeonatos de NASCAR y 444 victorias como constructor de motores, pionero en medidas de seguridad al introducir los flaps en el techo del coche.

### Inducción de 2020[3]
- Tony Stewart, inducido en 2020.Buddy Baker

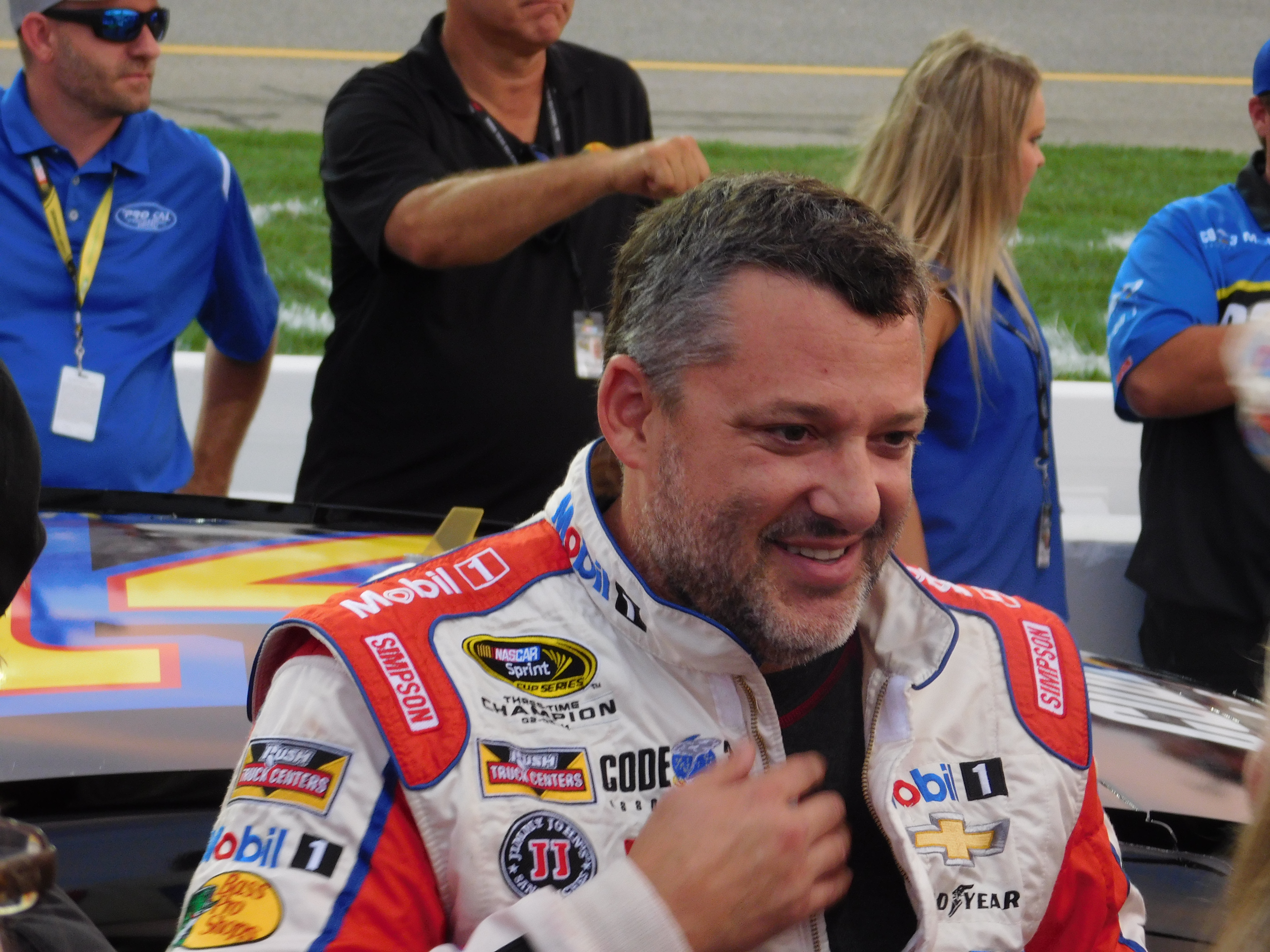
Tony Stewart, inducido en 2020.

19 victorias, 202 top-5, 311 top-10, 38 poles, ganador de las 500 Millas de Daytona en 1980, tres veces ganador de las 600 Millas de Charlotte, ganador de las 500 Millas Sureñas de Darlington en 1970, primer piloto en rodar a más de 200 millas/hora (en 1970 en Talladega Superspeedway, con 200.447 mph), nombrado uno de los 50 grandes pilotos de NASCAR.
- Joe Gibbs

Funador de Joe Gibbs Racing, pentacampeón de la NASCAR Cup Series como dueño.
- Bobby Labonte

Campeón de la NASCAR Cup Series en el año 2000, 21 victorias, 115 top-5, 203 top-10, 26 poles, ganador de las 600 Millas de Charlotte en 1995, ganador de las 400 Millas de Brickyard en el año 2000, ganador de las 500 Millas Sureñas en el año 2000.
- Tony Stewart

Tricampeón de la NASCAR Cup Series como piloto, 49 victorias, 187 top-5, 305 top-10, 15 poles, dos veces ganador de las 400 Millas de Brickyard, ganador de la Carrera de las Estrellas de NASCAR en 2009, piloto con más victorias en Watkins Glen (5), Rookie del año en 1999, bicampeón de la NASCAR Cup Series como dueño, segunda persona en ganar el título como piloto/dueño (2011). 
- Waddell Wilson

Tricampeón de la NASCAR Cup Series como ingeniero de David Pearson y Benny Parsons, 19 victorias como jefe de equipo.

### Inducción de 2021
- Dale Earnhardt Jr., inducido en 2021.Dale Earnhardt Jr.[4]

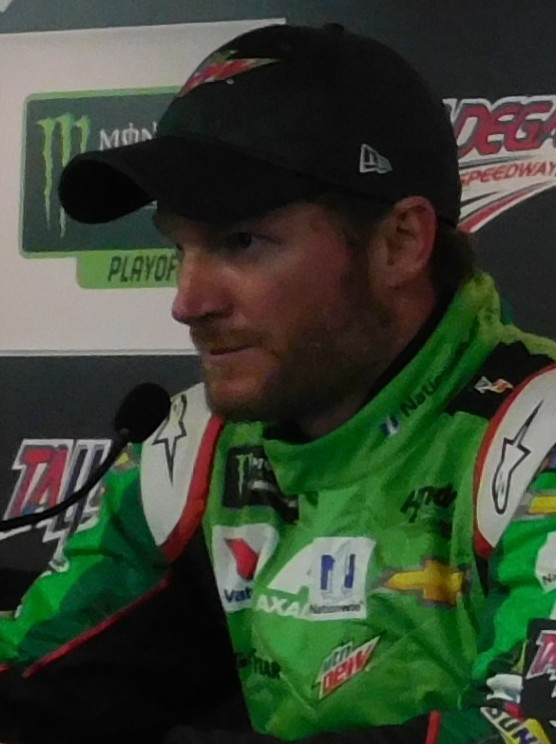
Dale Earnhardt Jr., inducido en 2021.

26 victorias, 149 top-5, 260 top-10, 15 poles en la NASCAR Cup Series, dos veces ganador de las 500 Millas de Daytona, ganador de la Carrera de las Estrellas de la NASCAR en el año 2000, bicampeón de la NASCAR Xfinity Series como piloto, fundador de JR Motorsports, 47 victorias y tres campeonatos de la NASCAR Xfinity Series como dueño, tiene el récord de más Premio al piloto más popular de NASCAR (15 veces, entre 2003 y 2017).
- Red Farmer

Tricampeón de la Late Model Sportsman Division (anterior nombre de NASCAR Xfinity Series), campeón de la NASCAR Whelen Modified Tour en 1956, 700 victorias en series de NASCAR (estimado), nombrado uno de los 50 mejores pilotos de NASCAR.
- Mike Stefanik

Heptacampeón de la NASCAR Whelen Modified Tour, 74 victorias, segundo mejor piloto de la historia de la NASCAR Whelen Modified Tour.